# Гергард Розе
Гергард Август Генріх Розе (нім. Gerhard August Heinrich Rose; 30 листопада 1896, Данциг — 13 грудня 1992, Обернкірхен) — німецький військовий медик, фахівець з тропічної медицини, доктор медицини (20 листопада 1922), професор, генерал-майор медичної служби резерву (1 травня 1945). Кавалер Лицарського хреста Хреста Воєнних заслуг з мечами

## Біографія
З початком Першої світової війни призваний в армію. 13 вересня 1914 року тяжко поранений і взятий в полон французькими військами. В листопаді 1918 року звільнений і 20 січня 1919 року демобілізований. В 1918/22 році вивчав медицину в університеті Бреслау та Академії імператора Вільгельма. В травні-липні 1920 року — унтер-офіцер Сілезького добровольчого батальйону Добровольчого корпусу Россбаха. Працював асистентом в Інститутах медицини при Бреслауському та Гайдельберзькому університетах. З 1 червня 1929 по 30 вересня 1936 року — урядовий медичний чиновник при уряді провінції Шеканг (Китай), в 1932/36 роках — міністр внутрішніх справ провінції. З 1934 року — голова секції паразитології Далекосхідної асоціації тропічної медицини. Один із провідних німецьких фахівців з тропічної медицини.
1 жовтня 1936 року вступив в медичну службу люфтваффе, очолював відділ тропічної медицини Інституту Роберта Коха; консультант ВПС з гігієни та тропічних хвороб, одночасно з 10 лютого 1943 року — віцепрезидент Інституту Роберта Коха. В 1939 році деякий час служив лікарем у легіоні «Кондор» в Іспанії. 8 травня 1945 року взятий в полон американськими військами. Як підсудний залучений до Нюрнберзького процесу у справі лікарів. Визнаний винним у проведенні експериментів над в'язнями концентраційних таборів і 19 липня 1947 року засуджений до довічного ув'язнення. В 1951 році термін знижений до 20 років. 3 червня 1955 року звільнений.

## Нагороди
- Нагрудний знак «За поранення» в чорному
- Почесний хрест ветерана війни з мечами
- Хрест Воєнних заслуг 2-го і 1-го класу з мечами
- Імперський орден Ярма та Стріл, медаль (Іспанія; 19 вересня 1941)[10]
- Лицарський хрест Хреста Воєнних заслуг з мечами (20 квітня 1945)[10]
- Німецький хрест в сріблі (10 травня 1945)[10]
- Медаль Пауля Шурмана (1977) — за наукові досягнення, не пов'язані з експериментами на людях.

## Галерея

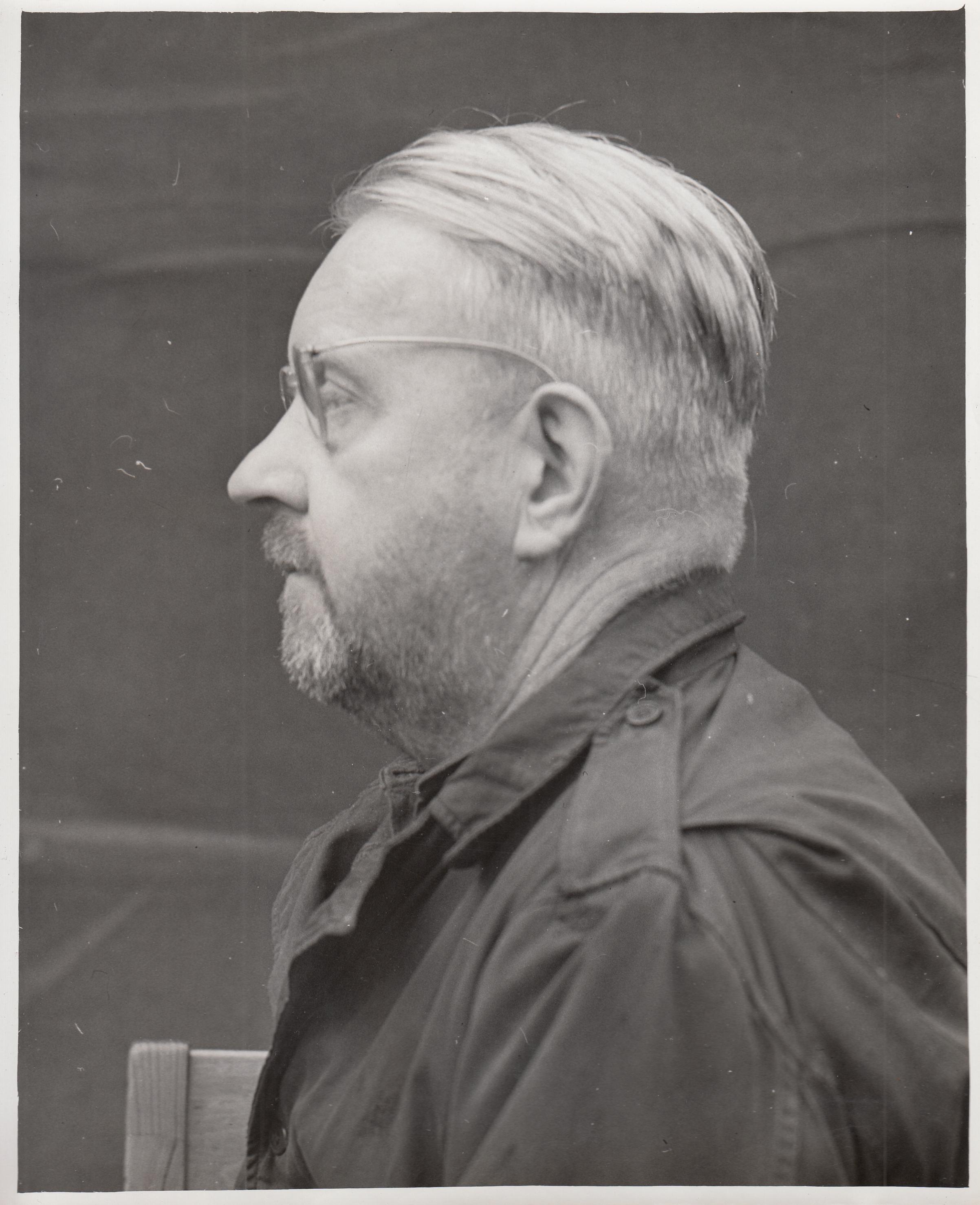
Розе під час Нюрнберзького процесу над лікарями.
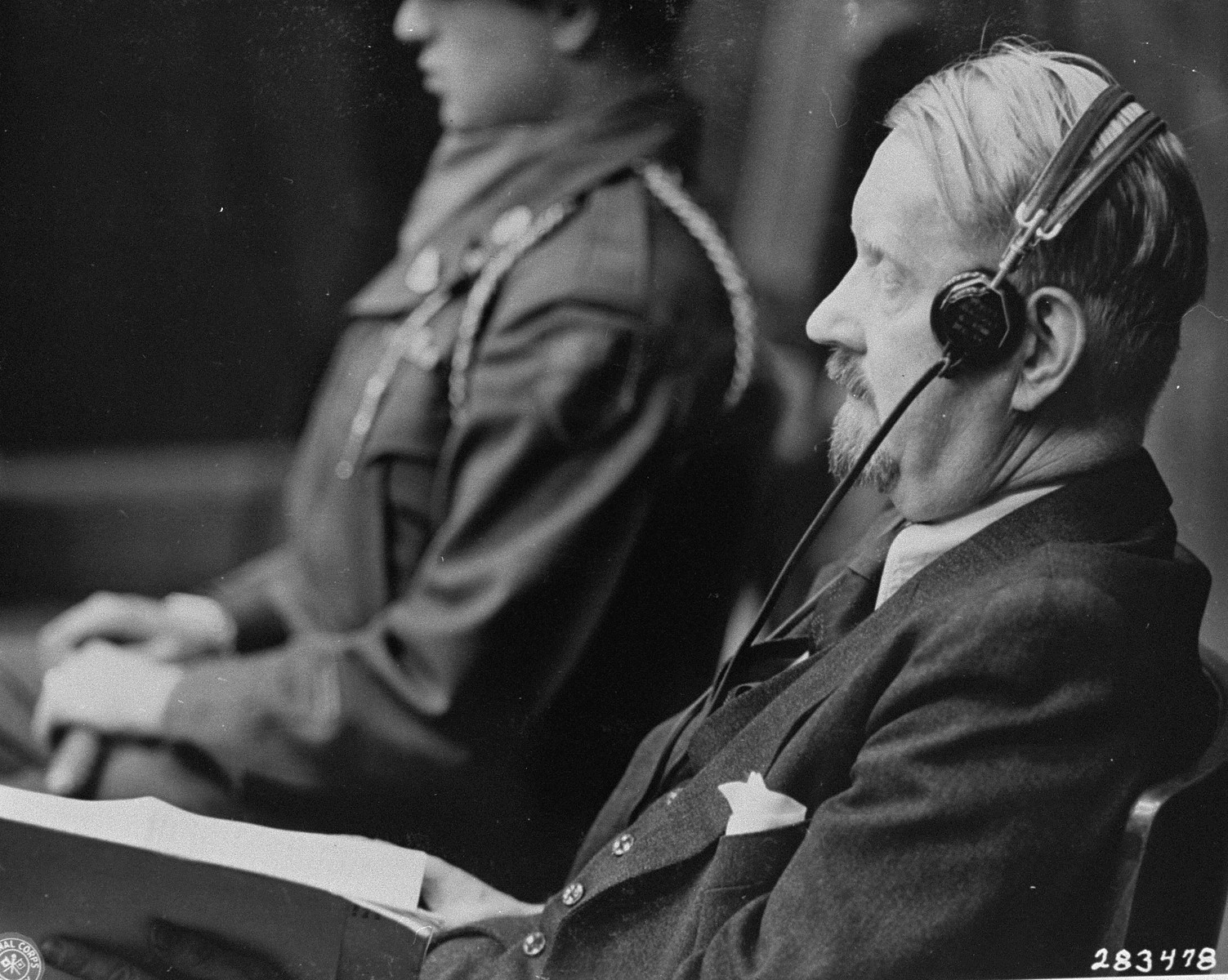
Розе під час Нюрнберзького процесу над лікарями.